# Hladoměř (Blovice)
Hladoměř (také Hladomří) je osada mezi obcemi Blovice, Vlčice a Chocenice v okrese Plzeň-jih. Jedná se o významnou archeologickou lokalitu s nálezy z doby bronzové.
První zmínka o osadě je z roku 1420, kdy ji získává od nepomuckého kláštera Vilém z Netunic.
U osady se v 17. století nacházely rybníky, hutě a hamry, které zpracovávaly železnou rudu těženou v okolí Vlčic. U osady se nacházel rybník, který v průběhu let zanikl. V současné době (2020) se ovšem diskutuje o jeho obnovení. Postupně se z osady stala oblast určená pro rekreační účely.
Osadou prochází cyklotrasa č. 2145 a je součástí Přírodního parku Buková hora - Chýlava.